# Scud

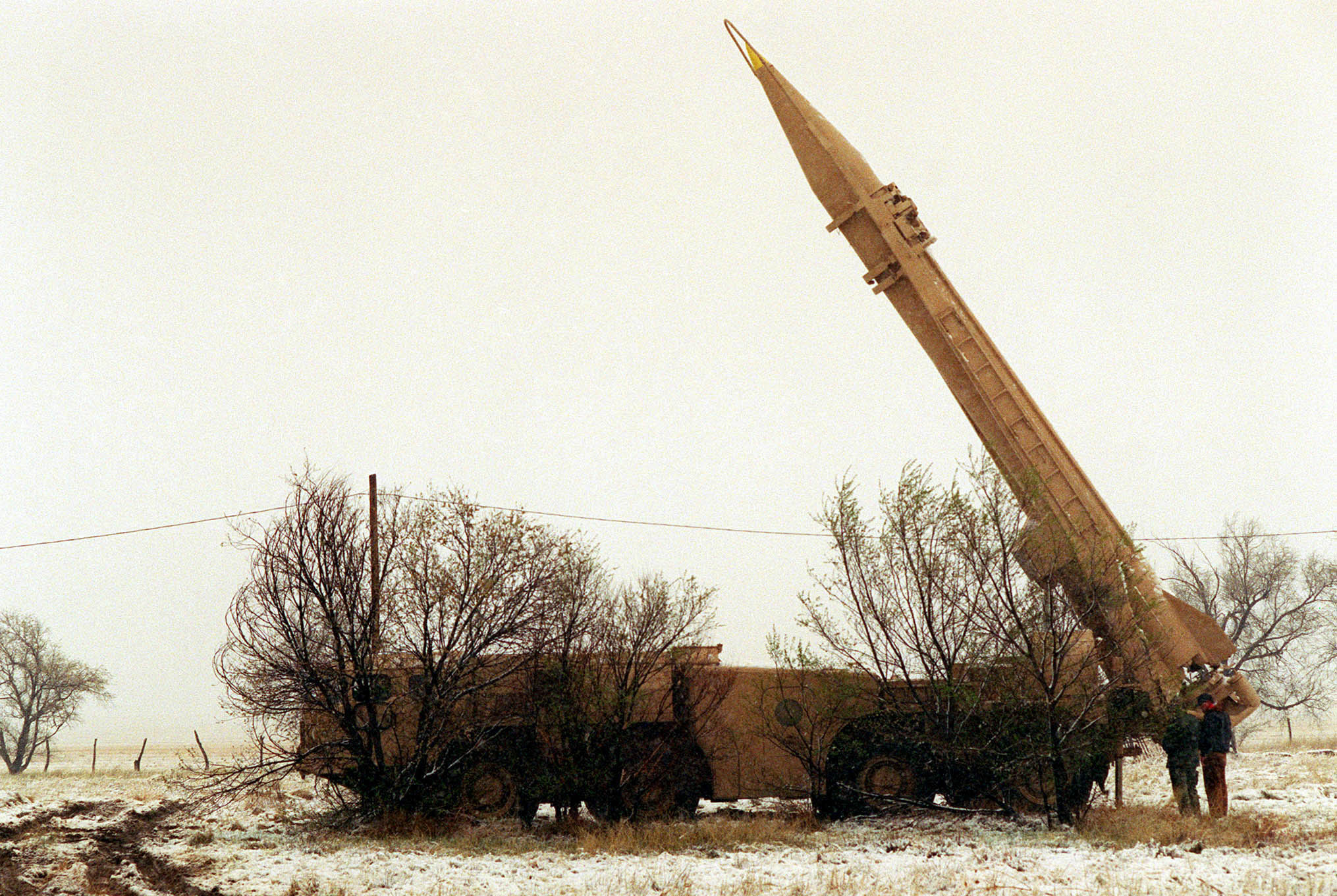

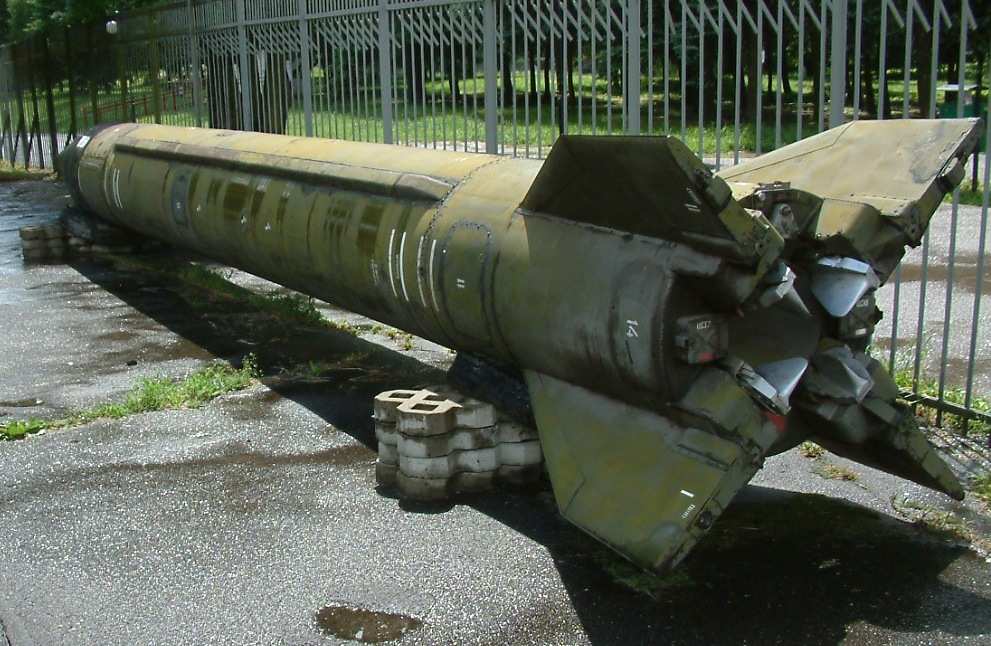

SS-1 Scud är NATO:s rapporteringsnamn på en serie av taktiska ballistiska robotar som utvecklades av Sovjetunionen och som är inspirerad av den tyska V-2. Den officiella sovjetiska beteckningen på originalroboten var R-11 Zemlya.
Scudrobotar användes av Irak under Kuwaitkriget och av båda sidor i Iran–Irak-kriget. Irak tog hjälp av Gerald Bull för att förbättra sina Scudrobotar. Scudroboten har stått till grund för utvecklingen av många senare ballistiska robotar, bland annat den nordkoreanska Taepodong-2.

## Varianter

### Sovjetunionen
| Ryskt namn  | GRAU-index | NATO-namn    |
| ----------- | ---------- | ------------ |
| R-11 Zemlya | 8А61       | SS-1A Scud   |
| R-11M       | 8К11       | SS-1B Scud A |
| R-17 Elbrus | 8К14       | SS-1C Scud B |
| R-17M       | 8К14-1     | SS-1D Scud C |
| R-17FM      | 8К14-1Ф    | SS-1E Scud D |

### Nordkorea
- Taepodong-1
- Taepodong-2
- Hwasong-5
- Hwasong-6
- Rodong-1
- Wikimedia Commons har media som rör Scud.